# اوتهاوزن
اوتهاوزن (به آلمانی: Uthausen) یک منطقهٔ مسکونی در آلمان است که در کمبرگ واقع شده‌است. اوتهاوزن ۲۰۹ نفر جمعیت دارد.